# Pumpen (Skateboarding)
Pumpen bezeichnet beim Skateboarding eine spezielle Technik zur Beschleunigung in flachem Gelände.
In Fahrt wird durch rhythmische Gewichtsverlagerung von links nach rechts kombiniert mit Pendelbewegungen des Oberkörpers seitlich und nach vorne eine Beschleunigung erzielt, ohne die Füße vom Brett zu nehmen.